# Miridius quadrivirgatus
Miridius quadrivirgatus ist eine Wanzenart aus der Familie der Weichwanzen (Miridae).

## Merkmale
Die Wanzen werden 8,7 bis 10,0 Millimeter lang. Die großen, langbeinigen Weichwanzen haben ein langes erstes Fühlerglied. Sie sind anhand ihrer roten und cremefarbenen Streifen, die entlang dem Kopf, dem Pronotum und dem Schildchen (Scutellum) verlaufen. Der rote Cuneus der Hemielytren ist variabel gefärbt.

## Vorkommen und Lebensraum
Die Art ist im Mittelmeerraum und Nordafrika sowie im ganzen Westeuropa bis in die Niederlande und nach Belgien verbreitet. Östlich erstreckt sich die Verbreitung über den Balkan und Kleinasien bis in die Schwarzmeerregion. In Deutschland ist die Art nur im Westen von Nordrhein-Westfalen über Rheinland-Pfalz bis Baden nachgewiesen, wobei sie in manchen Gebieten nur durch alte Funde bekannt ist.

## Lebensweise
Die Wanzen sind vermutlich polyphag und leben an verschiedenen, überwiegend hochwachsenden Süßgräsern (Poaceae), wie Zwenken (Brachypodium), Arrhenatherum, Lolch (Lolium) und anderen, man findet sie aber auch an Getreide wie Weizen (Triticum), Roggen (Secale), Gerste (Hordeum) und Hafer (Avena). Die Eier überwintern. Pro Jahr entwickelt sich eine Generation, wobei die Nymphen ab Anfang Mai, die adulten Wanzen von Juni bis Ende August auftreten.

## Belege